# Lliga de Catalunya-Partit Liberal Català
Lliga de Catalunya-Partit Liberal Català ("Liga de Cataluña-Partido Liberal Catalán") fue un partido político español de ámbito catalán que existió durante la Transición. La formaban la Lliga Liberal Catalana de Octavi Saltor y Salvador Millet, y Acció Democràtica, de Josep Maria Figueras, formada el 30 de septiembre de 1976 para las elecciones generales de 1977.
Pretendía ser la heredera de la histórica Lliga Catalana del primer tercio del siglo XX. Tras su constitución se adhirió a la Federación de Partidos Demócratas y Liberales de Joaquín Garrigues Walker y, a través de ella, a la Internacional Liberal, a la vez que aceptaba el Estatuto de Autonomía de 1932 como punto de partida para su modelo de Estado, al tiempo que reconocía la legitimidad de Josep Tarradellas. Concentró sus esfuerzos para las elecciones en las circunscripciones de Barcelona y Gerona, donde presentaban a Josep María Figueras, pero sin embargo, a pesar del fuerte gasto económico, solo obtuvo 20 103 votos (0,66 %),aunque en Gerona obtuvieron un modesto éxito y obtuvieron 10906 votos que supone el 4,43% de los votos en la provincia.
La contundente derrota fue la causa de la disolución de la Lliga. En un principio, tanteo a Esquerra Democràtica de Catalunya y a Convergència Democràtica de Catalunya, sin éxito, ante lo cual el sector más liberal de la formación se integró a finales de 1977 en Centre Català. Por su parte, el líder de la coalición Josep María Figueras se apartó gradualmente de la vida política, cancelando la inscripción del partido en el registro de partidos políticos del Ministerio del Interior en 1979. Otros miembros del ala más derechista del partido, como Millet, recuperaron la denominación Lliga Liberal Catalana y, junto con Democràcia Social Cristiana, independientes y la sección catalana de Alianza Popular dirigida por Laureano López Rodó formaron Catalunya Democrática, una versión regional de AP (similar a Centristes de Catalunya en el caso de UCD) para presentarse a las elecciones de 1979, la cual, sin embargo, fue abortada por la dirección central de Alianza Popular. López Rodó y Millet  continuarian su alianza política creando en julio de 1982 el efímero Club Conservador.